# Кропивницкий район
Кропивницкий райо́н (укр. Кропивницький район; в 1923—1924 — Елисаветградский, в 1924—1931 — Зиновьевский, в 1938—1939 — Кировский, в 1939—2018 — Кировоградский) — административная единица Кировоградской области Украины.
Административный центр — город Кропивницкий.

## География
Граничит на западе — с Новоукраинским районом, на севере — с Черкасским районом Черкасской области, на востоке — с Александрийским районом, на юго-востоке с Криворожским районом Днепропетровской области, на юге — с Баштанским и Вознесенским районом Николаевской области.

## История
Район образован в 1923 году на территории бывших Аннинской, Грузчанской, Губовской, Лелековской и Покровской волостей Елисаветградского уезда и вошёл в состав Елисаветградского округа Одесской губернии. В 1924 году в состав района была передана Аджамская волость из упразднённого Аджамского района Александрийского округа Екатеринославской губернии. В 1930 году, после ликвидации округов в УССР, районный центр стал городом республиканского подчинения, а сам район был расформирован. Большая часть его территории перешла в подчинение непосредственно Зиновьевскому горсовету, а несколько сельских советов были переданы в состав Компанеевского, Новгородковского и Новопражского районов. Во времена Голодомора 1932-1933 район потерял около 10 тысяч человек. 9 декабря 1938 года район восстановлен на территории 1 поселкового и 15 сельских советов, выделяемых из пригородной зоны города Кирово, а также 1 сельсовета Елизаветградковского района, и вошёл в состав Николаевской области. В 1939 году район вошёл в состав новообразованной Кировоградской области.

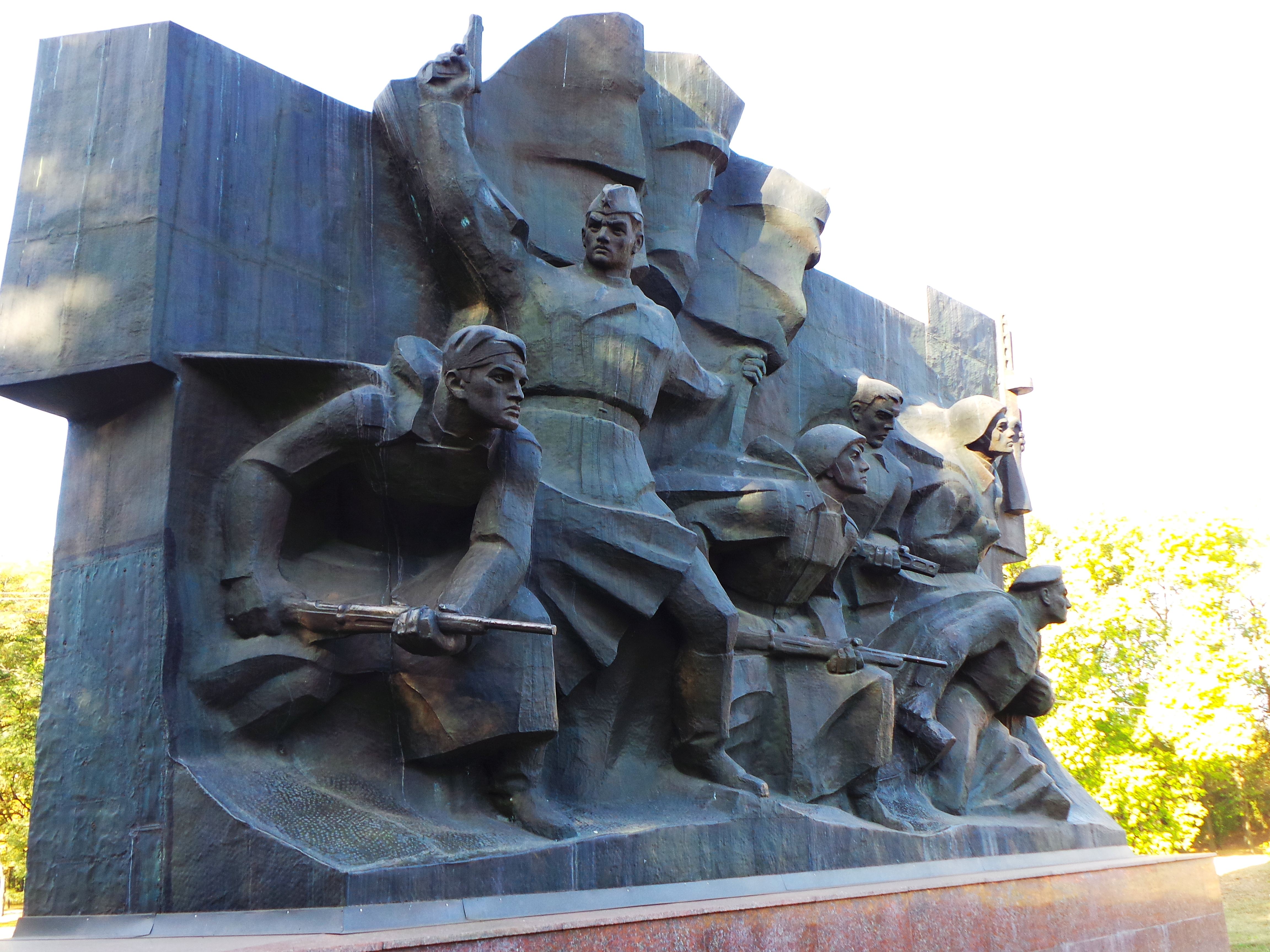
Один из памятников Крепости Святой Елисаветы в Кропивницком

С августа 1941 по январь 1944 район был оккупирован немецкими войсками. 25 сентября 1958 года к району были присоединены Алексеевский, Олено-Косогоровский, Николаевский и Овсяниковский сельсоветы упразднённого Великовисковского района. 16 июля 1959 года к Кировоградскому району был присоединён Аджамский район. В 1962 году район был укрупнён за счёт присоединения частей упразднённых Компанеевского, Новгородковского и Ровнянского районов, однако уже в 1965 году Новгородковский и Компанеевский районы были восстановлены.
20 ноября 2018 года район переименован в Кропивницкий.
17 июля 2020 года в результате административно-территориальной реформы район был укрупнён, в его состав вошли территории:
- Александровского района;
- Бобринецкого района;
- Долинского района;
- Знаменского района (кроме Диковского и Пантазиевского сельских советов);
- Компанеевского района;
- Новгородковского района;
- Устиновского района;
- Дыминского сельского совета Новоукраинского района;
- а также городов областного значения Кропивницкий и Знаменка.

## Население
Численность населения района в укрупнённых границах — 448,1 тыс. человек.
Численность населения района в границах до 17 июля 2020 года по состоянию на 1 января 2020 года — 36 353 человек (всё — сельское).

## Административное устройство
Район в укрупнённых границах с 17 июля 2020 года делится на 17 территориальных общин (громад), в том числе 4 городские, 4 поселковые и 9 сельских общин (в скобках — их административные центры):
- Городские:
  - Кропивницкая городская община (город Кропивницкий),
  - Бобринецкая городская община (город Бобринец),
  - Долинская городская община (город Долинская),
  - Знаменская городская община (город Знаменка);
- Поселковые:
  - Александровская поселковая община (посёлок Александровка),
  - Компанеевская поселковая община (посёлок Компанеевка),
  - Новгородковская поселковая община (посёлок Каменец),
  - Устиновская поселковая община (посёлок Устиновка);
- Сельские:
  - Аджамская сельская община (село Аджамка),
  - Великосевериновская сельская община (село Великая Северинка),
  - Гуровская сельская община (село Гуровка),
  - Дмитровская сельская община (село Дмитровка),
  - Катериновская сельская община (село Катериновка),
  - Кетрисановская сельская община (село Кетрисановка),
  - Первозвановская сельская община (село Первозвановка),
  - Соколовская сельская община (село Соколовское),
  - Субботцевская сельская община (село Субботцы).